# Юріу-де-Кимпіє
Юріу-де-Кимпіє (рум. Iuriu de Câmpie) — село у повіті Клуж в Румунії. Входить до складу комуни Кожокна.
Село розташоване на відстані 303 км на північний захід від Бухареста, 25 км на схід від Клуж-Напоки.

## Населення
За даними перепису населення 2002 року у селі проживали 354 особи. Усі жителі села рідною мовою назвали румунську.
Національний склад населення села:
| Національність | Кількість осіб | Відсоток |
| -------------- | -------------- | -------- |
| румуни         | 346            | 97,7%    |
| цигани         | 8              | 2,3%     |